# Lasiodiscus mildbraedii
Lasiodiscus mildbraedii är en brakvedsväxtart som beskrevs av Adolf Engler. Lasiodiscus mildbraedii ingår i släktet Lasiodiscus och familjen brakvedsväxter. Inga underarter finns listade i Catalogue of Life.